# Диваев, Абубакир Ахметжанович
Диваев Абубакир (Абубекр) Ахметжанович (баш. Диваев Әбүбәкер Әхмәтйән улы, тат. Әбүбәкер Әхмәтҗан улы Диваев; 1856—1932) — российский и советский  учёный-этнограф, лингвист-тюрколог, фольклорист и татарский просветитель. Член археологического и этнографического общества Казанского университета, член общества любителей естествознания, антропологии и этнографии Московского университета.

## Биография
Родился 3 декабря 1856 года в Оренбурге в семье, по одним сведениям башкирского, по другим сведениям татарского потомственного дворянина. По утверждению А.-З. Валиди, родился в деревне Тукаево Стерлитамакского уезда. Его прадед Сулейман Диваев являлся мишарской старшиной и участвовал в поимке и конвое Батырши — идеолога Башкирского восстания в 1755—1756 гг.
1876 году Абубакир Диваев закончил обучение в Оренбургском Неплюевском кадетском корпусе. Работал переводчиком в Военно-народном управлении в Ташкенте, затем чиновником при Сырдарьинском военном губернаторе.
С 1883 года начал собирать фольклорные и этнографические материалы. Ездил по всем уездам Туркестанского края, изучал быт, нравы, обычаи и обряды узбеков, казахов, киргизов, каракалпаков и других; также собирал их фольклор. Систематически публиковал научно-исследовательские статьи в газете «Туркестанские ведомости».
С 1906 года, окончив службу, руководит татарской школой, а с 1918 года Туркестанским университетом.
Он является одним из организаторов в 1918 году Среднеазиатского университета в Ташкенте. В этом университете Абубакир Диваев работал профессором и готовил многочисленные кадры тюркологов.
В 1920—1932 годах как член Киргизской (Казахской) научной комиссии Наркомпроса Туркестанской автономной республики, Диваев был организатором ряда экспедиций в Сырдарьинскую и Джетысуйскую области.

## Память
Распоряжением Правительства Башкортостана решено в декабре 2005 года провести юбилейные мероприятия, посвящённые 150-летию со дня рождения Абубакира Ахмедьяновича Диваева.
Имя А. Диваева присвоено улицам в крупных городах Казахстана: в Астане, Алматы и Шымкенте.

## Научные работы и этнографические материалы
- Этнографические материалы // Сборник материалов для статистики Сыр-Дарьинской области. — 1891. — вып. I. Отд. I. — С. 68 — 106;
- Исчисление времени года по киргизскому стилю с обозначением народных примет // Туркестанские ведомости. — 1892. — № 5;
- Призыв ветра. Киргизское поверье // Туркестанские ведомости. — 1892. — № 41
- Этнографические материалы // Сборник материалов для статистики Сыр-Дарьинской области. — 1892. — вып. II. — С. 1 — 31;
- Волшебные заговоры киргизов Сыр-Дарьинской области // Астр. Л. — 1893. — № 48; Московская газета. — 1893. — № 43;
- Волшебный заговор против укуса ядовитых насекомых и пресмыкающихся // Туркестанские ведомости. — 1893. — № 7;
- Этнографические материалы. Сказки, басни, пословицы и приметы туземного населения Сыр-Дарьинской области. — Ташкент, 1893. — С. 84, 1895. — С. 160;
- Алача-хан: Киргизская сказка // Окр. — 1894. — № 46;
- Этнографические материалы // Сборник материалов для статистики Сыр-Дарьинской области. — 1894. — вып. III. — С. 1 — 84;
- Несколько слов о могиле святого Коркут-ата // Записки Восточного отделения Русского археологического общества. — 1894. — Т.VIII;
- Этнографические материалы // Сборник материалов для статистики Сыр-Дарьинской области. — 1895. — вып. IV. — С. 1 — 61;
- Несколько слов о могиле святого Хорхот-ата // ЗВОРАО. — 1896. — № 10. — С. 193
- Месяца по киргизскому стилю с обозначением народных примет // ИОАИЭ. — 1896. — Т. XIII. — вып.4. — С. 283—286;
- Причитание // Туркестанские ведомости. — 1896. — № 83. — С.350; Ташкент, 1896. — С. 1 — 5;
- Рассказ об Алангасар-алифе // ЗВОРАО. — 1896. — Т. XI. — С. 292—297;
- Этнографические материалы // Сборник материалов для статистики Сыр-Дарьинской области. — 1896. — вып. V. — С. 1 — 60;
- Киргизская былина о Бикет батыре. — Казань, 1897. — 72 с.;
- Древнекиргизские похоронные обычаи // ИОАИЭ. — 1897. — Т. XIV. — вып. II. — С. 181—187;
- Киргизские афоризмы // Окр. — 1897. — № 34;
- Киргизское описание солнца, находящегося на небесах ИОАИЭ. — 1897. — Т. XIV. — вып.3. — С. 370—377;
- Киргизский рассказ о звёздах // ИОАИЭ. — 1897. — Т. XIV. — вып.3. — С. 366—369;
- Материалы этнографические о происхождении албасты, Джинна и Дива (народные легенды) // ИОАИЭ. — 1897. — Т. XIV. — вып. II. — С. 226—233;
- Олян: Киргизская любовная песня // Окр. — 1897. — № 27;
- О происхождении злых духов по верованиям киргизов Сыр-Дарьинской области. Отчёт о ЗАСЕДАНИИ Общества археологии, истории и этнографии при Казанском университете 31 января 1897 года // Волжский вестник. — 1897. — № 31;
- Памятники киргизского народного творчества // Уч. ЗКУ. — 1897. — XI. — С. 1 — 72;
- Этнографические материалы // Сборник материалов для статистики Сыр-Дарьинской области. — 1897. — вып. VI. — С. 91 — 122;
- Киргизские причитания по покойнику, записанные в Сыр-Дарьинской области // ИОАИЭ. — 1898. — Т. XIV. — вып.5. — С. 558—571;
- Из области киргизских верований. Баксы как лекарь и колдун: Этнографический очерк // ИОАИЭ. — 1899. — вып.3. — С. 307—344; Казань,1899;
- Киргизские колыбельные песни // ИТРГО. — 1900. — Т.II, вып.1. — С. 111—119;
- Предание о возникновении города Ташкента // ПЗСЧТКЛА, 1899—1900. — Т.5. — С. 145—151;
- Предание о происхождении узбеков // Турк. ведомости,1900. — № 97; Ор. Лг., 1901;
- О свадебном ритуале киргизов Сырдарьинской области // Уч. ЗКУ. — 1900. — кн.4. — С. 1 — 27;
- Предание о происхождении узбеков // Ор. Лг. — 1901. — № 1;
- Предание о Хазрети-Исмаил-ата // туркестанские ведомости. — 1901. — № 20,24,25;
- Этнографические материалы // Сборник материалов для статистики Сыр-Дарьинской области. — 1901. — вып. IX. — С. 1 — 65;
- Алача-хан: Киргизская сказка // Туркестанские ведомости. — 1903. — № 90;
- Как Алдар-Косе надул черта: Из киргизских побасёнок // Туркестанские ведомости. — 1902. — № 10;
- Киргизские болезни и способы их лечения // Туркестанские ведомости. — 1902. — № 43,80;
- Памятники киргизского народного творчества. Алпамыс-батыр // Сборник материалов для статистики Сыр-Дарьинской области. — 1902. — вып. Х. — С. 3 — 41;
- Сказки киргизов Сыр-Дарьинской области / Пер. с кирг. // Этнографическое обозрение. — 1903. — № 1. — С. 98 — 111;
- Сказки киргизов Сыр-Дарьинской области // Этнографическое обозрение. — 1904. — № 1. — С. 91 — 114;
- Этнографические материалы // Сборник материалов для статистики Сыр-Дарьинской области. — 1904. — вып. XI. — С. 1 — 20;
- Царь-девица и чёрный раб: Киргизская сказка // Тургайская газета. — 1904. — № 18;
- Из области казахского скотоводческого хозяйства // Тургайская газета. — 1905. −30 янв.(№ 5);
- Игры киргизских детей // Тургайская газета. — 1905. — 13 нояб.; Туркестанские ведомости. — 1905. — № 152;
- Киргизские пословицы // Туркестанские ведомости. — 1905. — № 113. — С. 695;
- Мавзолей Кок-Кесене. Историко-археологическая заметка // ПЗЧТКЛА. — 1905. — Т. Х. — С. 40 — 42;
- Этнографические материалы // Сборник материалов для статистики Сыр-Дарьинской области. — 1905. — вып. XII. — С. 1-32;
- Семь сказок киргизов Сыр-Дарьинской области // Этнографическое обозрение. — 1906. — N1/2. — С. 114—127;
- Четыре века // Туркестанские ведомости. — 1906. — № 24. — С. 148;
- О народном суеверии // Этнографическое обозрение. — 1907. — № 4. — С. 123;
- Древние игры киргизской молодёжи // Туркестанские ведомости. — 1907. — № 54. — С. 346—547;
- Киргизские афоризмы // Этнографическое обозрение. — 1907. — Т3. — С. 97;
- Олян: Любовная песнь // Этнографическое обозрение. — 1907. — № 3. — С. 96 — 97;
- Этнографические материалы. Киргизские сказки о похождении трёх плешивых // Сборник материалов для статистики Сыр-Дарьинской области. — 1907. — вып. XIII. — С. 1-3;
- Баксы // Сем. ОВ. — 1908. — № 70;
- Ит-ала-каз // Этнографическое обозрение. — 1908. — № 1-2. — С. 149—150;
- Как киргизы развлекают детей // Этнографическое обозрение. — 1908. — № 1/2. — С. 150;
- Легенда о великане Адж по прозвищу Алангсар-Алиф // Туркестанские ведомости. — 1908. — № 83;
- Киргизская легенда о ветхозаветном великане Адже // ИОАИЭ. — 1908. — Т. XXIV, вып.5;
- Как восьмидесятилетняя старуха родила сорок ушей // Этнографическое обозрение. — 1909. — № 4. — С. 90 — 95;
- Образец казахского эпоса: [Легенда о ветхозаветном Адже] / Публ. А. Диваева // Тургайская газета. — 1909. — 5 апр.;
- О трёх мыслящих братьях. Из киргизских сказок // Туркестанские ведомости, 1909. — № 67,71,73,75,77;
- Похищенная царевна // Этнографическое обозрение. — 1909. — № 1-2. — С. 88 — 90;
- Приметы киргизов во время путешествия // Зап. РГО по отделению этнографии. Сборник в честь Г. Н. Потанина, 1909. — Т. XXXIV. — С. 483—488;
- Заклинание и призыв ветра. Из киргизских поверий // Этнографическое обозрение. — 1910. — № 1-2. — С. 131—133;
- Киргизский заговор против укуса ядовитых насекомых и пресмыкающихся // Этнографическое обозрение. — 1910. — № 1-2. — С. 128—130;
- Сказки киргизов Сыр-Дарьинской области // Этнографическое обозрение. — 1912. — № 1/2. — С. 200—208;
- Великан Алпамыс. Из киргизских сказаний // Туркестанские ведомости. — 1916. — № 217—218;
- Киргизский сал // Туркестанские ведомости. — 1916. — № 222;
- Легкомысленная Маиз-Гуль. Из киргизских анекдотов Чимкентского уезда // Туркестанские ведомости. — 1916. — N241;
- Шура, сын Нарик батыра // Туркестанское слово. — 1917. — № 54, 55;
- Приметы киргизов // Народный университет. — 1918. — № 50;
- Шора. — Ташкент, 1922;
- Олень и осел: Из киргизских побасёнок // Труды ОИККр. — 1922. — Вып.3. — С. 127—130;
- Сорок небылиц. Из киргизских сказок Аулиэ-Атинского уезда // Труды ОИККр. — 1922. — вып.3. — С. 138;
- Шура, сын Нарик батыра // Труды ОИККр. — 1922. — вып.3. — С. 117;
- Казахские пословицы. — Ташкент, 1927.- 8с.;
- Баксы в жизни киргиза // Известия Среднеазиатского комитета по делам музыки и охраны памятников старины, искусства и природы. — 1928;
- Казахская народная поэзия / Сост. Н. С. Смирнова, Г. М. Гумарова, М. С. Сильченко, Т. С. Сыдыков. — Алма-Ата, 1964. — 256с.;
- Казахские народные приметы // Мадениет. — 1993. — 15 — 31 марта (№ 6). — С. 12[9].